# Luis Garavito
Pour les articles homonymes, voir Garavito.
Luis Alfredo Garavito Cubillos dit La Bestia (né le 25 janvier 1957 à Génova (Quindío) et mort le 12 octobre 2023 à Valledupar (Cesar)) est un tueur en série et violeur colombien. C'est l'un des pires tueurs en série que le monde ait connu[réf. nécessaire],.

## Biographie
En 1999, Luis Garavito reconnaît les meurtres et les viols de 147 jeunes garçons (confirmés) âgés de six à seize ans la plupart sans domicile fixe. Le nombre de ses victimes, déduit sur la base des restes de squelettes retrouvés sur la base de cartes que Garavito a faites en prison, pourrait dépasser les 300. Les viols ont été commis principalement sur de jeunes garçons pauvres dont il gagnait la confiance.
Le 13 décembre 1999, Luis Garavito est reconnu coupable de 138 meurtres et condamné à 1 853 années de prison, la plus longue peine jamais infligée en Colombie, ramenée ultérieurement à 40 ans, peine maximale possible en Colombie. 
La possibilité d'une libération conditionnelle a été démentie en 2021 par les instances judiciaires et pénitentiaires compétentes, le président de la République d'alors, Iván Duque, appelant au passage Garavito un « rat puant ». Plusieurs des crimes de Luis Garavito n'étaient d'ailleurs pas encore jugés et le gouvernement équatorien avait de plus demandé son extradition pour les crimes commis en Équateur.
Mais Luis Garavito meurt entre-temps d'une leucémie dans la prison de La Tramacúa à Valledupar le 12 octobre 2023. 